# Leopold Chimani
Leopold Chimani (geboren 20. Februar oder am 21. Februar 1774 in Langenzersdorf; gestorben 21. April 1844 in Wieden) war ein österreichischer Pädagoge, Zensor und Jugendschriftsteller.

## Leben

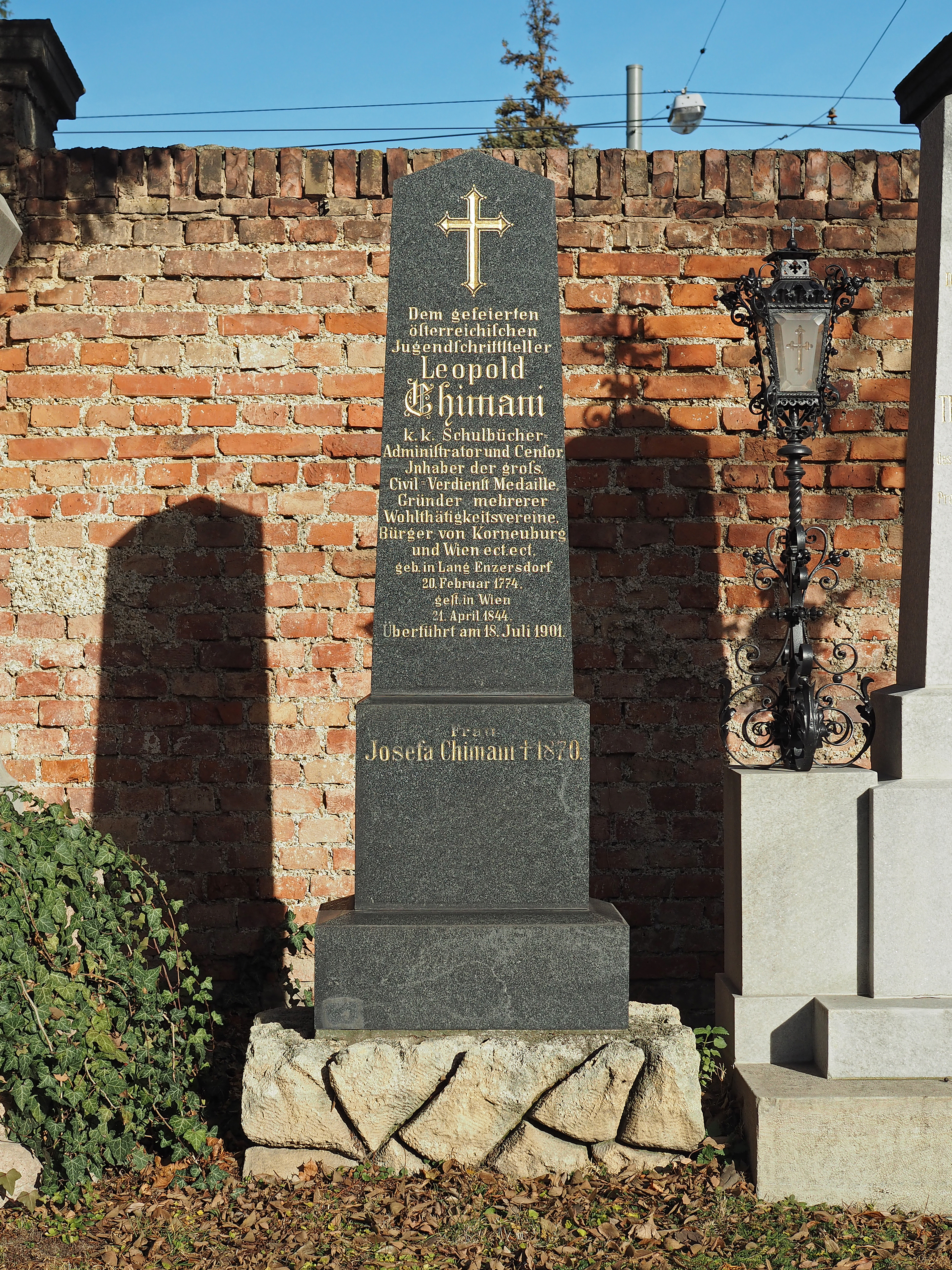
Grabstätte von Leopold Chimani

Leopold Chimani war Sohn des Volksschullehrers von Langenzersdorf. Er wurde in Wien 1784 bis zu seinem Stimmbruch 1789 Chorknabe an St. Stephan und besuchte das St.-Anna-Gymnasium. Chimani studierte Pädagogik im Selbststudium und wurde 1793 Hauslehrer und Erzieher bei einem Kleinadeligen, bevor er im Jahre 1798 Direktor der Haupt- und Industrieschule in Korneuburg wurde. Er heiratete Anna Guitton. Chimani gründete außerdem eine kleine Erziehungsanstalt mit Gymnasialcharakter und bildete auch Lehrer aus. Chimani veröffentlichte eine lateinische Sprachlehre und konnte dank seiner Französischkenntnisse mit der napoleonischen Besatzung in Korneuburg verhandeln, weshalb die Gemeinde ihm später die Ehrenbürgerschaft antrug und in jüngerer Zeit eine Gedenktafel an seinem Wohnhaus auf dem Hauptplatz 9 stiftete.
Chimani gab den pädagogischen Beruf aus gesundheitlichen Gründen auf und war ab 1807 als Rechnungsfaktor der k.k. Schulbücherverschleiß-Administration tätig und wurde 1819 ihr Leiter. Ab 1817 war er in der Zensurbehörde für die pädagogischen und philologischen Bücher im Kaisertum zuständig.
Chimani schrieb über einhundert Kinder- und Jugendbücher, oft mehrbändige, mit denen er die Jugend vaterländisch und sittlich-religiös beeinflussen wollte.
Chimanis Grabstelle wurde 1901 vom Matzleinsdorf katholischen Friedhof auf den Wiener Zentralfriedhof verlegt, wo ihm ein Ehrengrab gestiftet wurde (Gruppe 0, Reihe 1, Nr. 28). Die Chimanistraße in Oberdöbling wurde nach ihm benannt.

## Schriften (Auswahl)

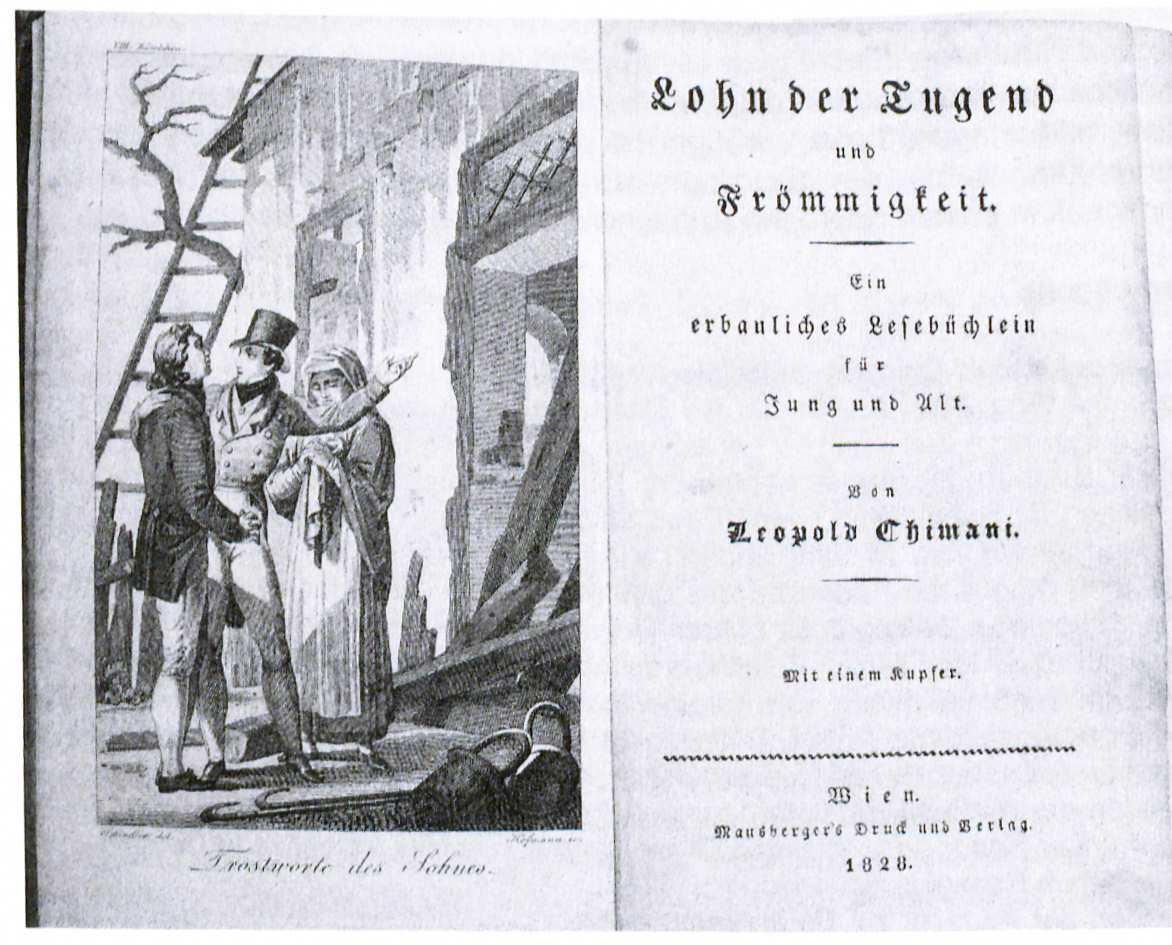
Lohn der Tugend und Frömmigkeit

- Lohn der Tugend und Frömmigkeit. Mausberger, Wien 1828. Religion und Tugend, die Leitsterne zur innern Zufriedenheit in dem menschlichen Leben und zum Heile. Eine Sammlung neuer Erzählungen lehrreichen, relig. u. moral. Inhalts, zunächst für die Jugend, aber auch für Erwachsene die nach Glückseligkeit streben. 8. Bändchen. (Digitalisat)
- Vaterländische Unterhaltungen, ein belehrendes und unterhaltendes Lesebuch zur Bildung des Verstandes, Veredlung des Herzens, Beförderung der Vaterlandsliebe und gemeinnütziger Kenntnisse für die Jugend Oesterreichs. Doll, Wien 1815. (Digitalisat Band 1), (Band 2), (Band 3), (Band 4), (Band 5), (Band 6)
- Meine Ferien=Reise von Wien durch das Land unter und ob der Enns über Linz, durch das k. k. Salz-Kammergut nach Jschl und Hallstadt, nach Salzburg, Berchtesgaden und Gastein, und von da zurück durch einen Theil der Steyermark. 2 Bände. Pichler, Wien 1829. (Digitalisat Band 1), (Band 2)
- Biographien berühmter und verdienter Männer. Für die Jugend bearbeitet. Müller, Wien 1832. (Digitalisat)
- Biographien berühmter und verdienter Frauen aller Zeiten und Nationen. Für die Jugend bearbeitet. Müller, Wien  1832. (Digitalisat)
- Bunte Scenerien aus dem Menschenleben. Ein Bilderbuch ganz neuer Art zum Nutzen und Vergnügen der Jugend bearbeitet. H. F. Müller, Wien 1836.
- Historischer Bildersaal, oder Darstellungen berühmter Männer und merkwürdiger Begebenheiten aus der Geschichte aller Völker und aller Zeiten. Sammer, Wien 1837. (Digitalisat)
- Das Kleine Belvedere oder Mignon-Bilder-Galerie. Müller, Wien 1840.